# Marella (Schiff)
Die Marella war ein 1970 in Dienst gestelltes Fährschiff der finnischen Reederei Viking Line. Sie wurde bis 1981 auf verschiedenen Routen eingesetzt und anschließend als Alcaeos nach Griechenland verkauft. Zuletzt fuhr das Schiff seit 2003 als Sochi Express zwischen Sotschi und Trabzon. 2004 ging es zum Abbruch ins türkische Aliağa.

## Geschichte
Die Marella wurde am 14. November 1968 in Auftrag gegeben und lief am 22. März 1970 unter der Baunummer 394 in der Werft von Brodogradiliste Titovo in Kraljevica vom Stapel. Nach der um fünf Monate verspäteten Ablieferung an die Viking Line am 26. November 1970 nahm das Schiff am 9. Dezember 1970 den Fährdienst zwischen Naantali, Mariehamn und Kapellskär auf. Es war für bis zu 1000 Passagiere und 225 PKW ausgelegt, später erhöhte sich die Kapazität auf bis zu 1200 Passagiere.
Die Maschinenanlage der Marella wurde in der Zeit nach der Indienststellung aufgrund ihrer hohen Wartungsintensität kritisiert, dennoch blieb das Schiff über zwanzig Jahre lang für die Viking Line im Einsatz. Am 20. Dezember 1970 lief die Fähre während einer Überfahrt auf Grund. Sie erlitt hierdurch leichten Wassereinbruch, zudem schlugen mehrere Tanks leck, darunter ein Trinkwasser- und ein Treibstofftank. Aus letzterem liefen etwa vier bis sechs Tonnen Dieselöl ins Meer. Am folgenden Tag konnte das Schiff geborgen werden, musste jedoch mit Schlepperhilfe zur Reparatur nach Naantali gebracht werden, da der Maschinenraum überflutet wurde. Die Arbeiten dauerten sechs Wochen an und kosteten etwa zwei Millionen Finnische Mark.
In den folgenden Jahren war die Marella auf verschiedenen Routen im Einsatz. Nach Ablieferung der Neubauten Turella und Rosella war das Schiff ab 1980 nur noch sporadisch im Einsatz, zuletzt seit Januar 1981 für kurze Zeit auf der Strecke von Stockholm nach Mariehamn.
Im April 1981 ging die Marella in den Besitz der Maritime Company of Lesvos (NEL Lines) über und erhielt den Namen Alcaeos. Im Juni 1981 begann das Schiff seinen Einsatz im Fährdienst von Piräus zu verschiedenen ägäischen Inseln sowie später im Linienverkehr zwischen Mytilini, Rafina, Limnos, Kavala und Volos. Am 1. Dezember 1984 kollidierte die Alcaeos in der Nähe von Agios Kirykos mit dem Frachtschiff Aigaion und erlitt hierbei Beschädigungen am Bug. 1990 brach während eines Werftaufenthalts ein Brand im Maschinenraum der Fähre aus, der durch ein falsches Ersatzteil ausgelöst wurde. Trotz technischer Probleme und eines als schlecht bezeichneten Allgemeinzustands (aufgrund dessen die Eckerö Line 1992 von einem geplanten Ankauf zurücktrat) verblieb das Schiff über zwanzig Jahre für die Reederei im Einsatz.
Am 20. Oktober 2001 erlitt die Marella während einer Überfahrt gleich zwei Maschinenausfälle, dennoch blieb sie noch ein weiteres Jahr für die NEL Lines in Fahrt. Im Dezember 2002 ging das Schiff an Sariarioglu Shipping & Trading mit Sitz in der Türkei und erhielt im Juni 2003 den Namen Sochi Express. Im selben Monat folgte die Indienststellung auf der Strecke von Sochi nach Trabzon. Nach einem weiteren Jahr Dienstzeit wurde die Sochi Express im Juli 2004 zum Abbruch ins türkische Aliağa verkauft, wo sie am 24. Juli eintraf.